# Inis Neziri
Inis Neziri (Tirana, 12 de enero de 2001) es una cantante y compositora albanesa ganadora de diversos festivales, entre los que se incluyen el Golden Stag de Rumanía y el New Wave de Rusia.

## Trayectoria
En 2013, cuando tenía doce años, Neziri comenzó a dedicarse a la música y ganó la quinta edición del concurso de talentos para niños albaneses Gjeniu i Vogël. En diciembre de 2017, participó con éxito en la 56.ª edición del Festivali i Këngës con la canción «Piedestal», donde terminó en tercer lugar. En septiembre de 2018, participó en el Golden Stag Festival en Rumanía y, finalmente, se erigió como la ganadora del concurso. En octubre de 2020, la radiodifusora albanesa Radio Televizioni Shqiptar (RTSH) la anunció nuevamente como una de las veintiséis concursantes seleccionadas para competir en la 59ª edición del Festivali i Këngës con la canción "Pendesë".

## Discografía

### Sencillos
| Título                                  | Año  | Álbum |
| --------------------------------------- | ---- | ----- |
| "Piedestal"                             | 2017 | —     |
| "Fli në krahët e mi" (con Flori Nazifi) | 2018 | —     |
| "E theve"                               | 2019 | —     |
| "Ishe ti"                               | 2019 | —     |
| "Pendesë"                               | 2020 | —     |